# Fred Blaney
Frederic „Fred” Blaney (ur. 14 listopada 1955 w Greater Sudbury) – kanadyjski judoka. Olimpijczyk z Los Angeles 1984, gdzie zajął dziewiąte miejsce w kategorii open.
Uczestnik mistrzostw świata w 1983, 1985 i 1987. Wicemistrz igrzysk panamerykańskich w 1983 i trzeci w 1987. Mistrz panamerykański w 1982 i trzeci w 1985. Sześciokrotny medalista mistrzostw Kanady w latach 1981-1987.

## Letnie Igrzyska Olimpijskie 1984
| Konkurencja | Eliminacje             | Eliminacje         | Klas. końcowa |
| Konkurencja | Przeciwnik I           | 1/4                | Miejsce       |
| ----------- | ---------------------- | ------------------ | ------------- |
| open        | Dewey Mitchell (USA) Z | Xu Guoqing (CHN) P | 9.            |